# Теја (остроготски краљ)
Теја (грч. Τεΐας, лат. Theias) је био последњи остроготски краљ Италије. Владао је од краја јуна до октобра 552. или фебруара 553. године, зависно од датирања битке код Монс Лактарија у којој је изгубио живот у судару са источночноримским (византијском) војском под командом војсковође Нарзеса.
Теја је био син извесног Фритигерна, а знамо да је имао и брата Алигерна, који је такође био способан војсковођа. Само име Теја (Τειας код Прокопија и Агатије) среће се на латинском у различитим облицима на новцу који је ковао као Thila, Thela, Theia и Teia.
Теја нам је познат као остроготски војсковођа непосредно пред велику битку код Тагине. Готски краљ Тотила га је 552. послао у Верону да окупи војску и спречи долазак Јустинијанове војске предвођене евнухом Нарзесом. Нарзес је ипак заобишао готске заседе и ушао у средњу Италију, а Теја се придружио Тотили у Риму. Недуго затим, код Тагине, крајем јуна 552. године царска војска је тешко поразила Готе, а Тотила је умро од задобијених рана. Остатке готске војске је окупио Теја и одвео у Тицин, где је био смештен један део краљевске ризнице. Ту је Теја изабран за новог краља Острогота. У северној Италији добио је помоћ Франака и наредио погубљење око 300 дечака које су угледни становници италских градова морали да предају Тотили као таоце. За то време, Нарзес је опсео Куму, важно готско упориште јужно од Напуља. Градом, који је био добро утврђен и снабдевен командовао је краљев брат Алигерн. Пошто се у граду налазио већи део остроготске краљевске ризнице, Теја је наредио марш на југ преко Апенина. Избегао је римску војску у Етрурији и покушао да приђе Куми са јужне стране Напуљског залива. Нарзес је пак утврдио свој логор и спречио Теју да пређе реку Сарно. Око два месеца су две војске биле утаборене једна недалеко од друге, а Теја је успешно снабдевао своје људе захваљујући готској флоти која је оперисала у водама Напуљског залива. Међутим, када је стигла надмоћнија византијска флота, готски заповедник флоте се предао и Тејина војска је дефинитивно остала без могућности да преко залива пређе у Куму и ослободи град опсаде. Без хране и стално нападани римским опсадним справама, Готи су се повукли на југ у беспућа Млечне планине (Mons Lactarius). Нарзес је убрзо опколио прилазе планини и најзад је Теја одлучио да изведе напад на византијски логор. Највероватније 30. октобра 552. (мада је врло могуће и датирање битке све до фебруара 553) изгладнела готска војска се спустила са планине и изненадила Римљане. Теја је повео своје ратнике пешке у густом бојном поретку на који су затечени Византинци одговорили истом мером. Без велике тактике дошло је до тешке битке у којој су Нарзесови војници од самог почетка напали Теју стрелама и копљима за бацање. Готски краљ се храбро борио, али му је временом штит отежао од чак 12 забијених врхова копаља. Док је мењао штит, Теја је убијен поготком копља у груди. Римљани су му одрубили главу и набили је на копље како би натерали Готе на предају. Међутим, десило се управо супротно. Разјарени Остроготи су се борили све док није пао мрак, а затим и наредног дана све док Нарзес групици преосталих ратника није понудио часну предају. Остроготи су се повукли ван граница Царства и понели су тело свог последњег краља са собом.
Након уништења остроготске војске код Монс Лактарија, Кума се под командом Алигерна држала све до краја 553. године. Алигерн је због навале Франака предао град Нарзесу и касније се борио на страни царске војске. Што се Острогота тиче, тек је пад Вероне 561. године означио крај њиховог отпора византијској војсци.
Са описом пораза Острогота код Монс Лактарија Прокопије из Цезареје је завршио своју Историју Јустинијанових ратова. Теја је описао као даровитог војсковођу а његову борбу у бици са Нарзесом као херојску.